# 藤島昭
藤島 昭（ふじしま あきら、1924年1月2日 - 2010年11月21日）は、日本の検察官。弁護士。元次長検事。元最高裁判所判事。五鬼上堅磐最高裁判事は岳父。

## 来歴
1950年（昭和25年）検事任官。造船疑獄では捜査から公判までを通して担当した。東京高検次席検事、東京地検検事正等を経て、1981年（昭和56年）法務事務次官。1983年（昭和58年）10月のロッキード事件での田中角栄元首相の一審有罪判決で秦野章法務大臣の控訴問題発言で、秦野法相とマスコミの間にいて、細かな気を配った。
1983年（昭和58年）12月に次長検事。
1985年（昭和60年）に最高裁判所判事に就任。最高裁判事としては戦後初の大学卒1号である。就任あいさつでは「健全な社会理念がどこにあるかを念頭に置き、社会の声なき声にも耳を傾け、国民の権利、社会正義が実現されるように公正、迅速な裁判に努めたい」と話す。
1994年（平成6年）に退官。
退官後は弁護士登録し、生命保険契約者保護機構理事長等を務める。
1996年（平成8年）の春の叙勲で勲一等瑞宝章を受章。
2010年（平成22年）11月21日、肺炎により死去。86歳没。没後、正八位から正三位に進階。
趣味は短歌の創作。

## 略歴
- 1947年（昭和22年）、高等試験司法科試験合格
- 1950年（昭和25年）4月11日、横浜地方検察庁検事
- 1951年（昭和26年）12月28日、東京地方検察庁検事
- 1960年（昭和35年）11月15日、法務大臣官房人事課付併任
- 1963年（昭和38年）8月15日、法務省刑事局参事官兼法務大臣官房人事課付
- 1963年（昭和38年）12月28日、解法務大臣官房人事課付
- 1964年（昭和39年）6月1日、兼法務大臣官房経理部付
- 1964年（昭和39年）9月10日、法務大臣官房経理部主計課長
- 1968年（昭和43年）6月15日、法務省刑事局総務課長
- 1970年（昭和45年）2月10日、法務大臣官房人事課長
- 1973年（昭和48年）3月23日、富山地方検察庁検事正
- 1974年（昭和49年）11月1日、最高検察庁検事
- 1975年（昭和50年）7月21日、法務大臣官房長
- 1977年（昭和52年）9月2日、最高検察庁検事
- 1978年（昭和53年）5月25日、東京高等検察庁次席検事
- 1979年（昭和54年）12月10日、東京地方検察庁検事正
- 1981年（昭和56年）7月23日、法務事務次官
- 1983年（昭和58年）12月2日、次長検事
- 1985年（昭和60年）5月23日、最高裁判所判事
- 1994年（平成6年）1月1日、定年退官
- 1994年（平成6年）1月5日、弁護士登録（第一東京弁護士会）
- 1996年（平成8年）4月29日、叙勲一等授瑞宝章
- 1996年（平成8年）7月、株式会社菱和ライフクリエイト顧問
- 2001年（平成13年）6月、株式会社菱和ライフクリエイト監査役
- 2010年（平成22年）11月、死去。